# Wondery
Wondery est un réseau de diffusion de podcasts américain et un éditeur de podcasts tels qu'American History Tellers (en), Dr. Death (en) et The Shrink Next Door,. 
Wondery a été fondé en 2016 par l'entrepreneur et dirigeant de médias Hernan Lopez (en).
La société est lancée avec le soutien de la société 20th Century Fox (aujourd'hui 20th Century Studios). Fin 2020,  Wondery est acheté par Amazon Music.
Plusieurs podcasts de Wondery ont été adaptés pour la télévision, notamment Dirty John (en) et Dying for Sex. Wondery propose deux options d'abonnement premium, Wondery+ et Wondery+ Kids.